# Omphalanthus roccatii
Omphalanthus roccatii là một loài Rêu trong họ Lejeuneaceae. Loài này được (Gola) R.M. Schust. mô tả khoa học đầu tiên năm 1963.